# Vertex

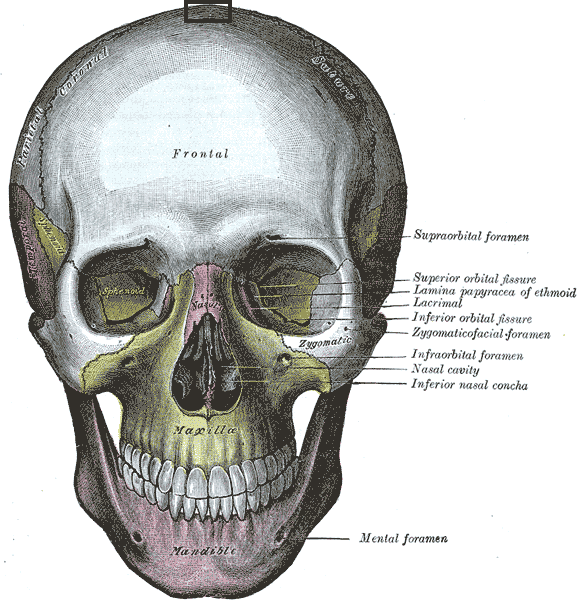
A koponya szemből (a fekete téglalap jelöli a vertexet)

A vertex (tető) koponyaméréstanban használatos tájékozódási pont. A koponya (cranium) legmagasabb pontja, ha a koponyát szem-fül sík beállításban nézzük. Függőlegesen egy síkba esik a nasionnal, a nasospinallal, a prostionnal és a gnathionnal.